# Řády, vyznamenání a medaile Thajska

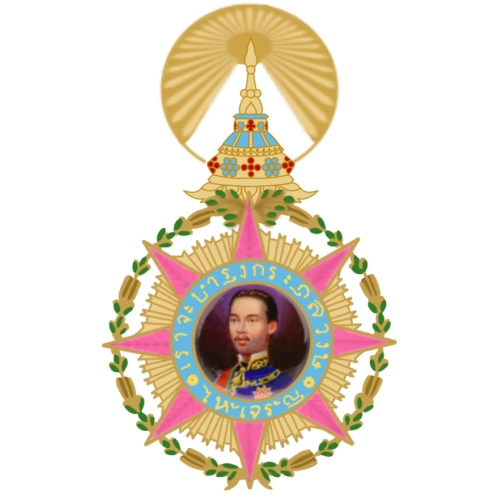
Řád Chula Chom Klao

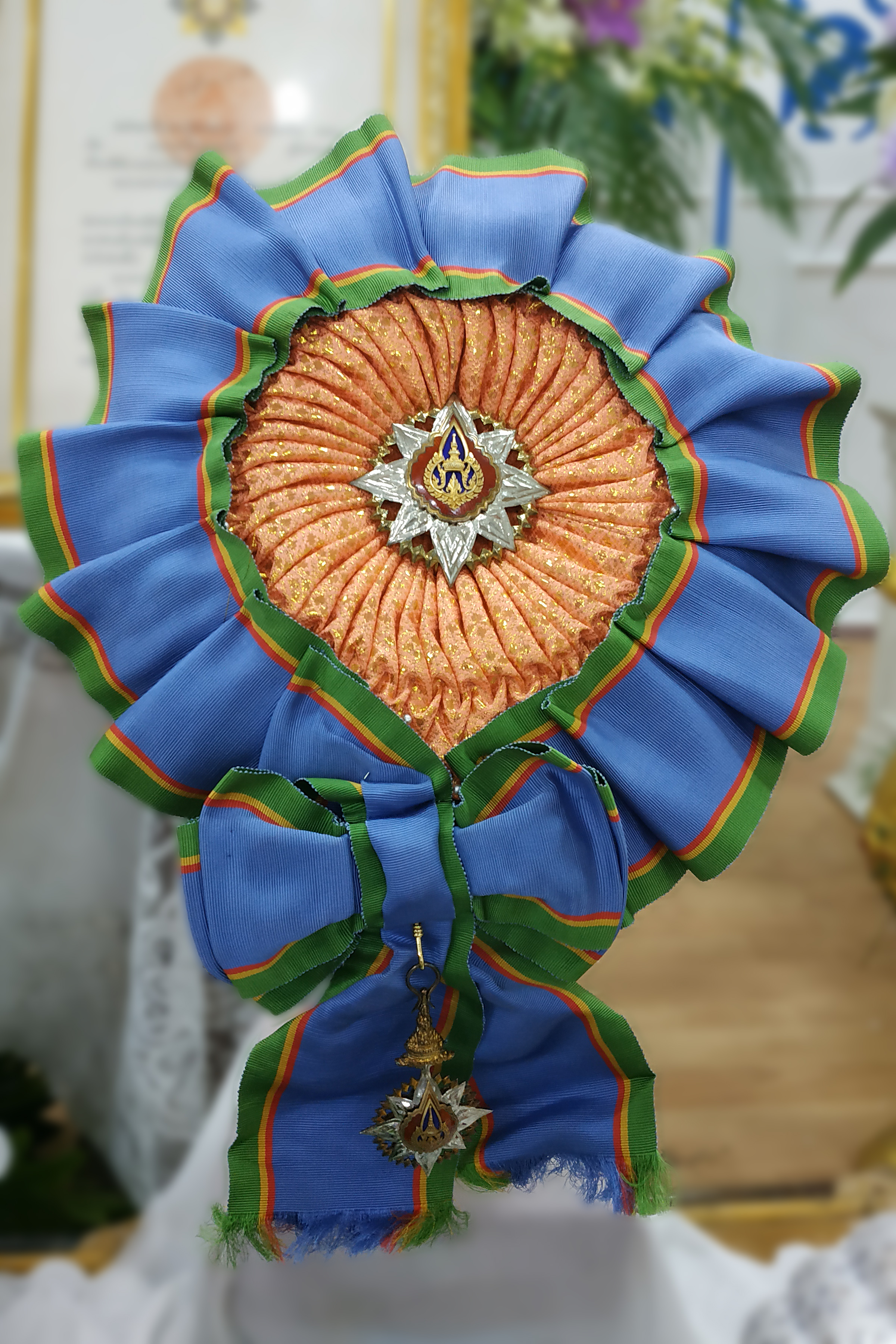
Insignie Řádu thajské koruny ve třídě rytíře velkokříže

Státní vyznamenání Thajska jsou udílena králem a dělí se na řády a medaile. Thajské řády a medaile evropského typu začaly být zakládány od poloviny 19. století. Tento systém tak nahradil starší způsob udílení vyznamenání, při kterém panovník oceněným udílel různé předměty jako odměna za jejich služby nebo jako odznak jejich hodnosti.

## Historie
Již v dobách Suchothajské království, tedy v období 13. až 15. století, existovala nějaká forma královských vyznamenání. V dobách Ajutthajského království byl zvyk udílení královských ocenění v zemi již dobře zaveden. Z tohoto období pochází nejstarší dochovaný královský spis zvaný Zákon tří pečetí. Tento spis zmiňuje rozdávání různých předmětů vládnoucím králem. Tato raná ocenění byla výrazem vděčnosti za služby prokázané říši nebo dynastii, nebo byla známkou hodnosti pro členy královské rodiny a některých vysoce postavených úředníků. Tato ocenění měla podobu korun, klobouků, mečů, podnosů. Mohlo jít dokonce i o deštníky a jiné předměty. Poté, co Siamské království navázalo pravidelný kontakt s evropskými státy, přijalo i evropskou formu vyznamenání.
První thajská vyznamenání evropského typu byla založena za krále Mongkuta, který vládl v letech 1851 až 1868. Tento král rozšířil Zákon tří pečetí a vytvořil vyznamenání v podobě hvězdy nošené na prsou. Hvězdu, označovanou jako Dthara, nosil král. Později různé hvězdy rozdal i svým příbuzným, kteří byli soudními úředníky nebo generály. Toto ocenění nikdy nedostalo oficiální název a vešlo ve známost jednoduše jako Dthara, tedy hvězda.
V dalších letech král Mongkut opět zrevidoval Zákon tří pečetí. V roce 1861 založil Nejvznešenější řád bílého slona a v roce 1869 Nejvznešenější řád thajské koruny. Druhý ze jmenovaných řádů byl určený pro vysoce postavené úředníky a cizí státní příslušníky. Mongkut také založil Řád devíti drahokamů. Původně šlo o náhrdelník Noparat pocházející z ajutthajského období, který král nosil při své korunovaci jako odznak svého úřadu. Později tento řád král udílel i příslušníkům královské rodiny. Mohl být udělen pouze buddhistům a nejčastěji byli jeho příjemci členové královské rodiny. I když byl král Mongkut (Ráma IV.) průkopníkem zavedení systému vyznamenání podle evropského vzoru, až jeho nástupce, Chulalongkorn (Ráma V.), posílil toto počáteční úsilí a položil základ systému vyznamenání, na němž jsou založena i moderní thajská vyznamenání.
Král Chulalongkorn vydal v roce 1879 první královský dekret týkající se vyznamenání. Ten nahradil Zákon tří pečetí. Rovněž v něm bylo uvedeno, že vyznamenání by měla být opatřena vhodnými stuhami a navržena podle evropského způsobu. Dekret tak položil základ pro všechna nová ocenění, která byla od té doby v Thajsku zavedena. Původně se ocenění nazývala "regália", později se začala označovat jako thajské královské ceny.

## Systém vyznamenání
Thajsko má dvanáct královských řádů, které se dělí celkem do 36 tříd. Tři z těchto řádů nejsou nadále udíleny. Thajská ocenění jsou rozdělena do tří skupin. Thajské medaile jsou rozděleny do čtyř různých skupin. Královské pamětní medaile ve skupině 4 mohou nosit státní zaměstnanci, i když se přímo neúčastnili dané události. Korunovační medaile tak mohou být uděleny i lidem, kteří nebyli přímo na korunovaci přítomni ani se nepodíleli na její realizaci. To se liší například od Švédska, kde jsou královské pamětní medaile udíleny pouze lidem, kteří se podíleli na realizaci dané události.

### Řády

#### Skupina 1
- Řád Rajamitrabhorn byl založen 11. června 1962. Udílen je zahraničním hlavám států za prosperující vzájemné vztahy.[1][2]

#### Skupina 2
- Řád Mahá Čakrí byl založen 21. dubna 1882. Udílen je členům královských rodin a zahraničním hlavám států.[3]
- Řád devíti drahokamů je udílen členům královské rodiny a vysokým státním úředníkům za vynikající služby buddhismu a za služby království.
- Řád Chula Chom Klao byl založen 16. listopadu 1873.
- Řád Rámy byl založen 22. července 1918. Udílen je příslušníkům ozbrojených sil a zahraničním hlavám států, kteří jsou zároveň příslušníky ozbrojených sil za mimořádnou statečnost, za akt odvahy či za akt sebeobětování a také za mimořádnou oddanost při plnění své povinnosti tváří v tvář nepříteli i v dobách míru.[4]
- Řád bílého slona byl založen 5. prosince 1861. Udílen je občanům Thajska i cizím státním příslušníkům, civilistům i příslušníkům ozbrojených sil za zásluhy o stát.[5]
- Řád thajské koruny byl založen v 29. prosince 1869.
- Řád Direkgunabhorn byl založen 22. července 1991. Udílen je civilistům i příslušníkům ozbrojených sil za mimořádné služby Thajskému království.
- Řád Ramkeerati byl založen 26. listopadu 1987.

#### Skupina 3
- Řád Ratana Varabhorn byl založen 1. srpna 1911. Udílen byl civilistům i příslušníkům ozbrojených sil, kteří byli státními úředníky za vlády krále Vajiravudha.
- Řád Vallabhabhorn byl založen 22. března 1919. Udílen byl příslušníkům ozbrojených sil i civilistům za služby království během vlády krále Vajiravudha.
- Řád Vajira Mala byl založen 8. května 1911. Udílen byl příslušníkům ozbrojených sil i civilistům za služby poskytnuté státu během vlády krále Vajiravudha.

### Medaile

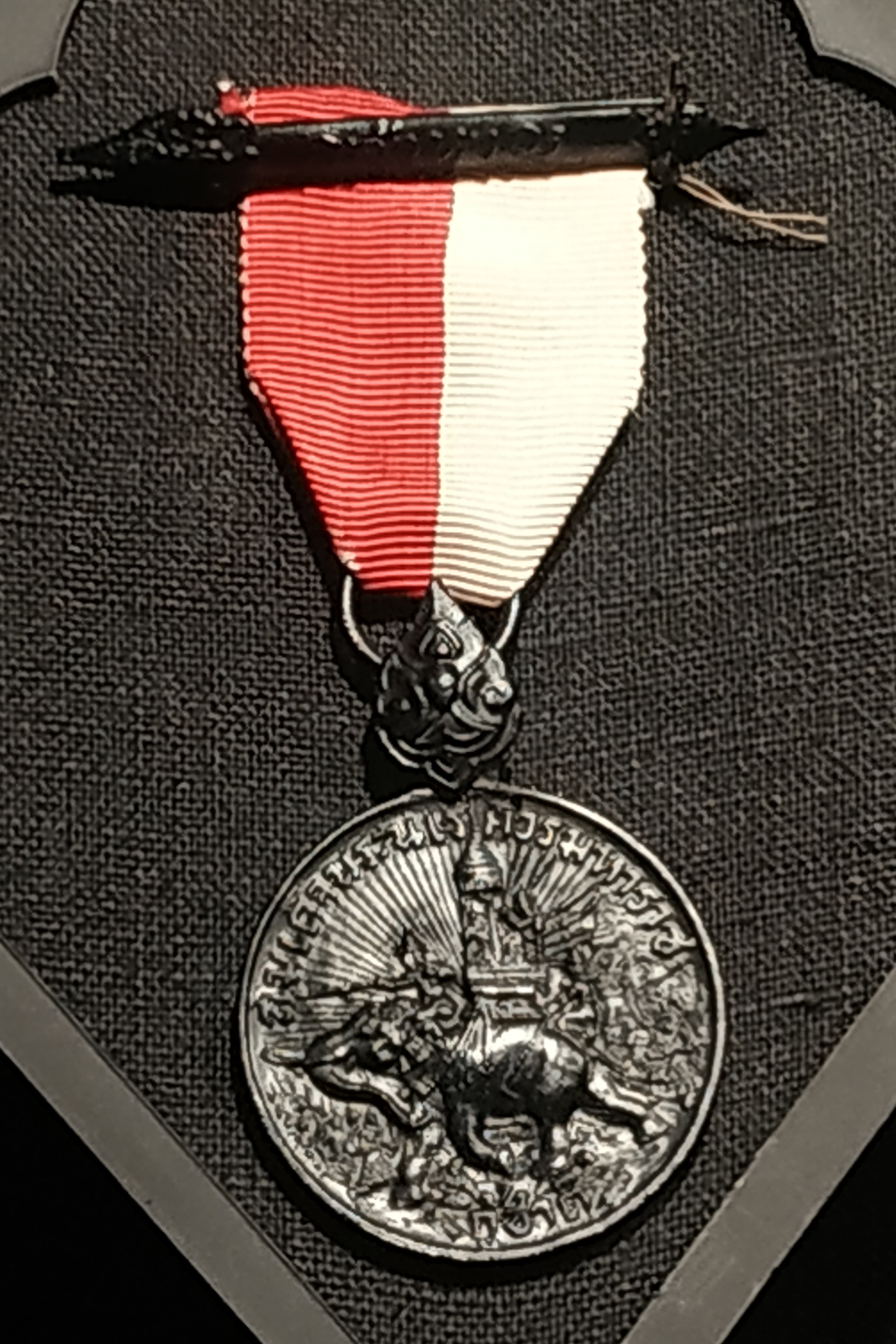
Medaile za statečnost

#### Medaile za statečnost

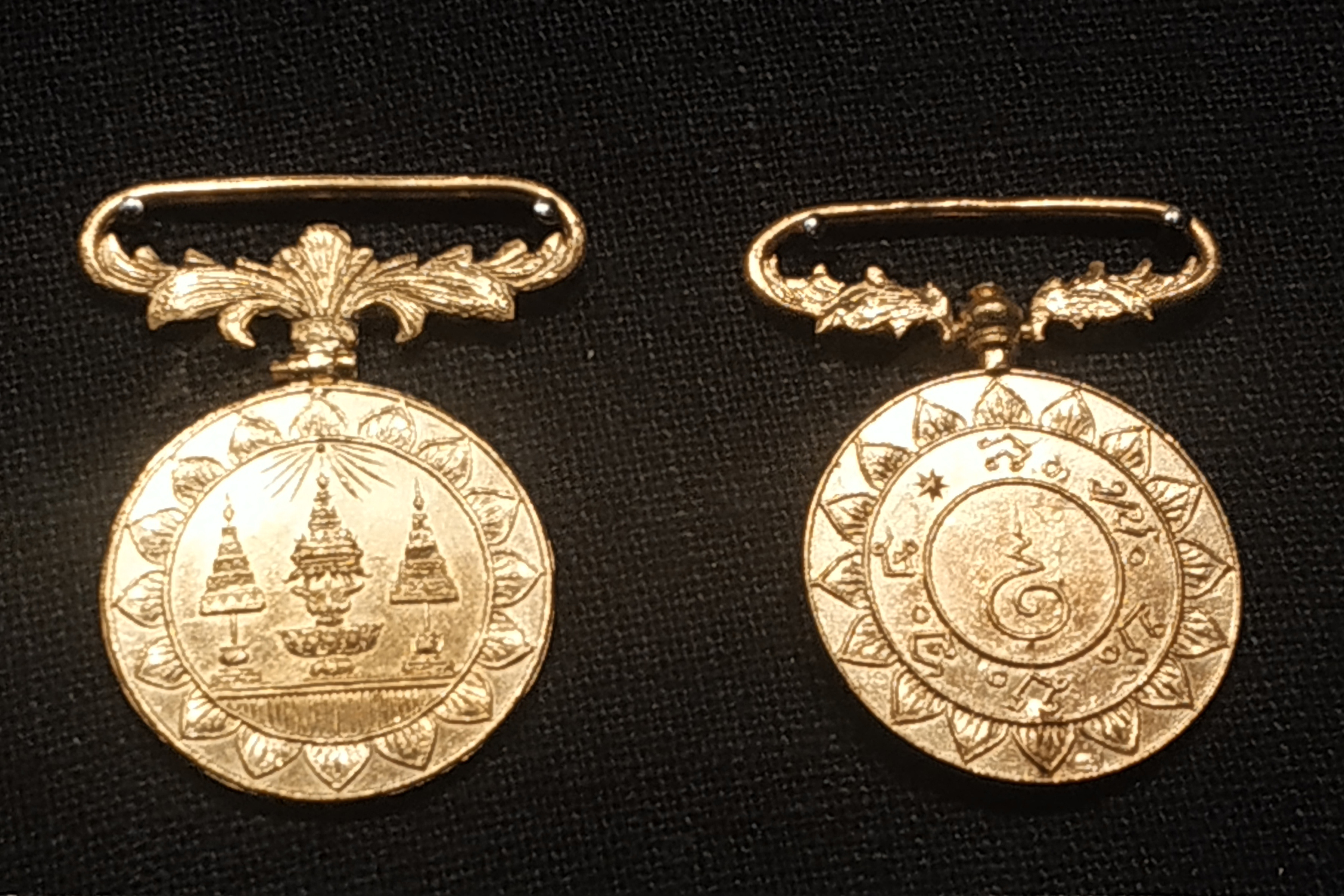
Medaile Pushpa Mala

- Člen Medaile Rama Mala za statečnost v boji čestného Řádu Rámy (RMK)
- Člen Medaile Rama Mala Řádu Rámy (RM)
- Medaile za statečnost s věncem (RK)
- Medaile za statečnost (RK)
- Vítězná medaile za Indočínu s věncem (ChS)
- Vítězná medaile za Indočínu s plameny  (ChS)
- Vítězná medaile za Indočínu (ChS)
- Vítězná medaile za druhou světovou válku s věncem (ChS)
- Vítězná medaile za druhou světovou válku s plameny (ChS)
- Vítězná medaile za druhou světovou válku (ChS)
- Vítězná medaile za korejskou válku s věncem (ChS)
- Vítězná medaile za korejskou válku s plameny (ChS)
- Vítězná medaile za korejskou válku (ChS)
- Vítězná medaile za vietnamskou válku s věncem (ChS)
- Vítězná medaile za vietnamskou válku s plameny (ChS)
- Vítězná medaile za vietnamskou válku (ChS)
- Medaile za ochranu svobodných lidí I. třída (SCh1)
- Medaile za ochranu svobodných lidí II. třída (SCh2/1)
- Rajaniyom medaile za statečnost pro civilisty (RN)
- Medaile za Hawské tažení (RPH)
- Válečná medaile BE 2461
- Vitaksa Rathadharmnun (Medaile za ochranu ústavy, BRDh)
- Bitaksa Seri Chon (Medaile za ochranu svobodných lidí 2. třídy, SCh2/2)
- Shanti Mala (Medaile za klid, SM)

#### Medaile za zásluhy o stát

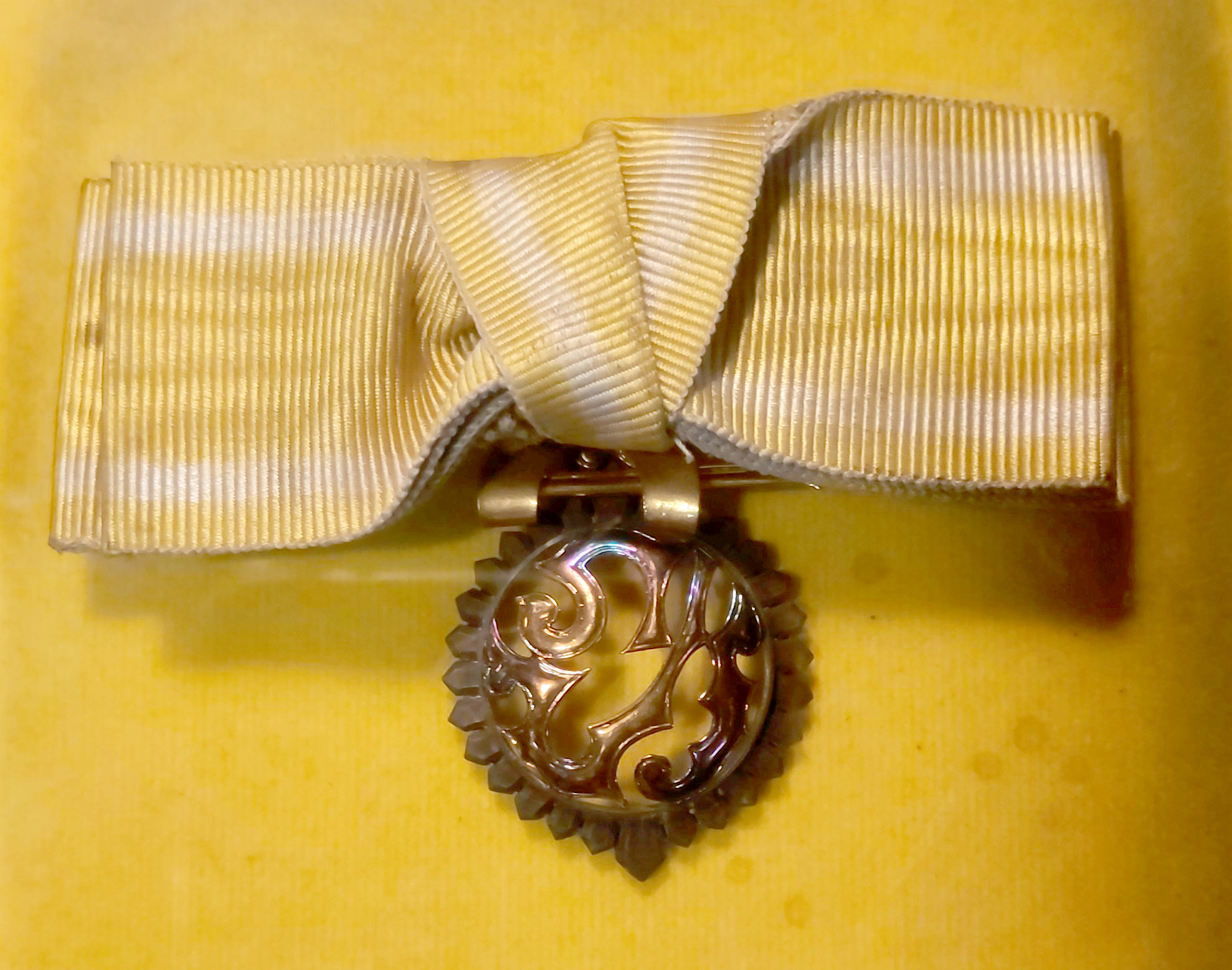
Královská medaile Rámy IX. Pchúmiphona Adunjadéta

- Dushdi Mala (Medaile za vynikající služby ve vojenských záležitostech (Rajkarn Pandin))
- Dushdi Mala (Medaile za vynikající služby v oblasti umění a věd (Silpa Vidhya))
- Medaile za službu prokázanou vnitru během francouzsko-thajské války
- Medaile za službu prokázanou vnitru během pacifické války
- Medaile pohraniční služby
- Zlatá medaile (VI. třída) Řádu bílého slona (RThCh, G.M.E.)
- Zlatá medaile (VI. třída) Řádu thajské koruny (RThM, G.M.CT.)
- Zlatá medaile (VI. třída) Řádu Direkgunabhorn (RThD, G.M.D.)
- Stříbrná medaile (VII. třída) Řádu bílého slona (RNgCh, S.M.E.)
- Stříbrná medaile (VII. třída) Řádu thajské koruny (RNgM, S.M.CT.)
- Stříbrná medaile (VII. třída) Řádu Direkgunabhorn (RNgD, S.M.D.)
- Medaile Chakra Mala (Medaile za dlouholetou službu a dobré chování (vojsko a policie))
- Medaile Chakrabarti Mala (Medaile za dlouhou službu a dobré chování (civilisté))
- Medaile Saradul Mala (Medaile za dobrovolnictví (Divoký tygr))
- Medaile Pushpa Mala (Medaile za technické služby)
- I. třída Skautské pochvalné medaile
- II. třída Skautské pochvalné medaile
- III. třída Skautské pochvalné medaile
- I. třída Skautské citační medaile Vajira
- II. třída Skautské citační medaile Vajira
- III. třída Skautské citační medaile Vajira
- Udržitelná skautská medaile

#### Medaile za zásluhy o královskou domácnost

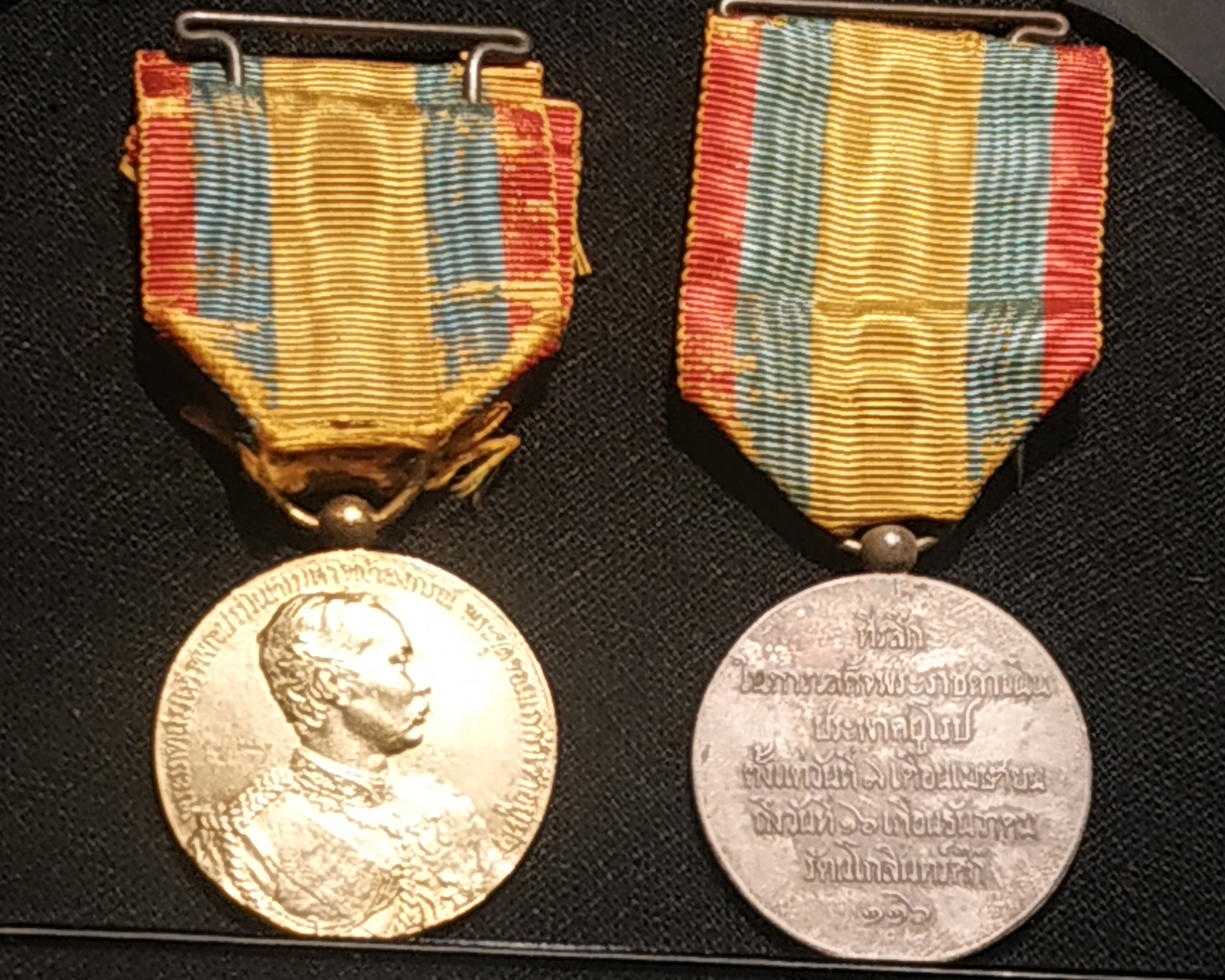
Medaile Parabas Mala, 1897

- Královská medaile krále Mongkuta (MR1-5)
- Královská medaile krále Rámy V. Chilalongkorna (CR1-5)
- Královská medaile Rámy VI. Vajiravudha (VR1-5)
- Královská medaile Rámy VII. Pračchátchipoka (PR1-5)
- Královská medaile Rámy VIII. Anandy Mahidola (AR1-5)
- Královská medaile Rámy IX. Pchúmiphona Adunjadéta (BR1-5)
- Královská medaile Rámy X. Mahá Vatčirálongkóna (VR1-5)
- Rajaruchi medaile krále Chulalongkorna
- Rajaruchi medaile krále Vajiravudha
- Rajaruchi medaile krále Pračchátchipoka
- Rajaruchi medaile krále Pchúmiphona Adunjadéta
- Rajaruchi medaile krále Mahá Vatčirálongkóna

#### Pamětní medaile pro různé příležitosti včetně medailí Červeného kříže
- Satabarsa Mala (Pamětní medaile u příležitosti oslav stého výročí Rattanakosinského království)
- Rachada Bhisek (Pamětní medaile u příležitosti oslav stříbrného jubilea vlády krále Chulalongkorna)
- Prabas Mala (Pamětní medaile Královské návštěvy krále Chulalongkorna v Evropě)
- Medaile Rajini (Pamětní medaile Investitury královny Saovabhy Phongsri jako královny regentky)
- Medaile Dvidha Bhisek (Pamětní medaile u příležitosti nástupu na trůn krále Chulalongkorna)
- Medaile Rajamangala (Pamětní medaile u příležitosti nástupu na trůn krále Chulalongkorna)
- Medaile Rajamangala Bhisek (Pamětní medaile u příležitosti oslav nejdelšího panování při nástupu na trůn krále Chulalongkorn)
- Korunovační medaile Rámy VI.
- Korunovační medaile Rámy VII.
- Korunovační medaile Rámy IX.
- Medaile Chai
- Pamětní medaile u příležitosti oslav 150. výročí Rattanakosinu
- Medaile oslavy 25. buddhistického století
- Pamětní medaile Královské státní návštěvy ve Spojených státech amerických a Evropě krále Pchúmiphona Adunjadéta
- Rachada Bhisek (Pamětní medaile u příležitosti oslav stříbrného jubilea vlády krále Pchúmiphona Adunjadéta)
- Pamětní medaile investitury prince Mahá Vatčirálongkóna jako korunního prince
- Medaile Sloužících svobodným lidem
- Pamětní medaile u příležitosti povýšení princezny Siridhorn do titulu princezna Maha Chakri Sirindhorn
- Pamětní medaile u příležitosti oslav dvoustého výročí Rattanakosinského království
- Pamětní medaile u příležitosti 50. výročí narození královny Sirikit
- Pamětní medaile u příležitosti 84. výročí narození Srinagarindry
- Pamětní medaile u příležitosti 60. výročí narození krále Pchúmiphona Adunjadéta
- Pamětní medaile u příležitosti oslav nejdelší vlády od nástupu na trůn krále Pchúmiphona Adunjadéta
- Pamětní medaile u příležitosti 60. výročí narození královny Sirikit
- Pamětní medaile u příležitosti oslav zlatého jubilea vlády krále Pchúmiphona Adunjadéta
- Pamětní medaile u příležitosti 7. cyklického výročí narození krále Pchúmiphona Adunjadéta
- Pamětní medaile u příležitosti 72. výročí narození královny Sirikit
- Pamětní medaile u příležitosti 60. výročí nástupu na trůn krále Pchúmiphona Adunjadéta
- Pamětní medaile u příležitosti 7. cyklického výročí narození krále Pchúmiphona Adunjadéta
- Pamětní medaile u příležitosti 60. výročí narození prince Mahá Vatčirálongkóna
- Pamětní medaile u příležitosti 60. výročí narození princezny Maha Chakri Sirindhorn
- Pamětní medaile u příležitosti 84. výročí narození královny Sirikit
- Korunovační medaile Rámy X.
- Pamětní medaile u příležitosti investitury královny Suthidy
- Pamětní medaile u příležitosti 90. výročí narození královny Sirikit
- Pamětní medaile u příležitosti 72. výročí narození krále Vatčirálongkóna
- I. třída (zlatá medaile) Medaile Červeného kříže
- II. třída (stříbrná medaile) Medaile Červeného kříže
- III. třída (bronzová medaile) Medaile Červeného kříže
- Záslužná medaile Červeného kříže
- speciální třída (zlatá medaile) citační medaile Červeného kříže
- I. třída (stříbrná medaile) citační medaile Červeného kříže
- II. třída (bronzová medaile) citační medaile Červeného kříže